# Scitale

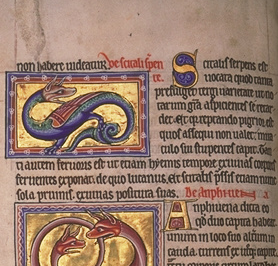
Descrizione e raffigurazione della scitale (in alto) nel bestiario di Aberdeen (folio 68 verso).

La scitale (in latino scitalis o scytale, probabilmente da scitus, "grazioso, bello") è un serpente leggendario descritto nei bestiari medievali.

## Caratteristiche
Caratteristica precipua della scitale è la sua incantevole bellezza: le macchie e le decorazioni sul suo dorso sono tali che gli osservatori incauti si fermano per osservarla. Il serpente, che striscia lentamente e quindi non è in grado di cacciare come gli altri le sue prede, approfitta dello stupore di chi gli si avvicina per aggredirlo.
La scitale è inoltre caldissima: al punto che è l'unico serpente che esegue la muta anche in inverno.

## Riferimenti storici

La scitale nel bestiario di Anne Walshe (folio 53 verso).

Lucano, con un paio di versi che saranno poi ripresi da gran parte dei bestiari in epoca medievale, nomina la scitale nella Farsaglia fra altri serpenti reali e leggendari:
(Lucano, Farsaglia, Libro IX, vv. 841-842.)

## Influenza culturale
- La scitale compare nel novero degli animali, reali e leggendari, che formano la cornice del portale della chiesa ne Il nome della rosa, romanzo di Umberto Eco[5].

## Voci correlate

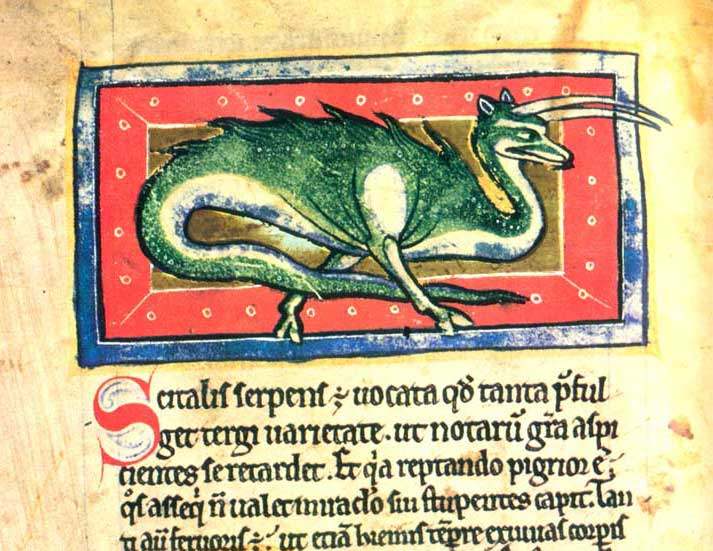
Una scitale in un bestiario, raffigurata qui con i caratteri di una ceraste.